# Jean Simon
Jean Simon (Brest, 30 aprile 1912 – Cherbourg, 28 settembre 2003) è stato un generale francese, distintosi come ufficiale nel corso della seconda guerra mondiale. Esperto militare al comitato ristretto della conferenza sul disarmo che si riunì a Londra, partecipò alla guerra d'Indocina, e a quella d'Algeria, dove comandò la 27ª Divisione alpina e poi la 29ª Divisione fanteria. Designato dal generale Charles de Gaulle come rappresentante militare nei colloqui franco-algerini, partecipò alla conclusione degli accordi di Évian nel giugno 1961. Assunse poi il comando della École spéciale militaire de Saint-Cyr e della Ècole militaire interarmes di Coëtquidan. Comandò il 1º Corpo d'armata a Nancy, fu governatore militare di Lione e comandante della 5ª Regione militare. Nel 1969 il governo francese lo nominò Ispettore generale dell'Armée de terre, poi fu Membro del Consiglio superiore della guerra dal 1968, promosso generale d'armata nel 1970, lasciò il servizio attivo il 1º maggio 1973 per essere nominato Segretario Generale della Difesa Nazionale nel 1973, ricoprendo tale incarico fino al 1977. Membro del Consiglio dell'Ordre de la Libération dal giugno 1969, fu nominato Cancelliere dell'Ordre de la Libération nel settembre 1978 per quattro anni e riconfermato nel 1982, 1986, 1990, 1994 e 1998..

## Biografia
Nacque a Brest il 30 aprile 1912, all'interno di una famiglia di funzionari pubblici, figlio di Charles Simon, conservatore delle ipoteche, e di Françoise Ameline-Basbourg . Effettuò gli studi al Prytanée national militaire de la Flèche, e poi al Liceo San Luigi di Parigi, e nel 1933 entrò alla École spéciale militaire de Saint-Cyr uscendone nel 1935 come sottotenente assegnato al Reggimento di fanteria coloniale del Marocco (RICM) a Aix-en-Provence.
Nell'agosto 1936 è assegnato 1er Reggimento fucilieri senegalesi (1er RTS) a Saint-Louis, e desiderando ardentemente prestare servizio nella regione del Sahara, seguì il corso per gli affari politici e musulmani in Mauritania. Al termine di questa formazione, presentò un importante lavoro sui nomadi Reguibat, pastori nomadi dei pascoli al confine algerino-marocchino, del Rio dell'Oro e della Mauritania.
Nel 1937 viene assegnato al 1º Battaglione tirailleurs sénégalais à Tichitt, prestando servizio in Mauritania dove assunse il comando della suddivisione Tichitt al confine tra Mauritania e Sudan. Esercitò così funzioni politiche e amministrative in un territorio desertico dove vivevano e si muovevano diciottomila nomadi. Nello stesso anno venne promosso tenente. Alla mobilitazione generale del 1939, iniziò la seconda guerra mondiale con il 42º Battaglione mitraglieri malgasci che divenne la 42ª demibrigade mitraglieri nativi coloniali. All'inizio di gennaio 1940 si offrì volontario come osservatore dall'aeroplano e seguì il relativo corso a Tours. In questa occasione ritrovò il suo amico Fred Scamaroni e strinse amicizia con il sottotenente Pierre Messmer. Rifiutando l'armistizio con i tedeschi, di propria iniziativa, insieme a Messner, i due raggiunsero Marsiglia in motorino, e insieme al comandante Vuillemin, si impadronirono di una nave italiana da 4.700 tonnellate, la Capo Olmo. Questa nave presterà servizio sotto la bandiera della Francia libera e la vendita del suo carico permetterà di pagare per tre mesi gli stipendi del suo personale civile e militare. Arrivato a Liverpool il 17 luglio 1940, entrò nella Forces françaises libres il 26 giugno 1940, data del suo arrivo a Gibilterra.
A Londra fu presentato al generale Charles de Gaulle nella sua residenza di Saint Stephen's House e, dopo un breve soggiorno al deposito dell'Olympia, fu assegnato alla 13e Demi-brigade della Legione straniera (13e DBLE), in servizio come capo sezione alla Compagnia mitraglieri e armi d'accompagnamento sotto gli ordini del capitano Dimitri Amilakvari. Partecipò alla fallita operazione contro Dakar e poi raggiunse Douala, in Camerun, il 10 ottobre 1940.
Partecipò alle operazioni in Gabon, poi all'intera campagna d'Eritrea, in Africa Orientale Italiana. Nel marzo 1941 fu incaricato di far saltare in aria la ferrovia tra Cheren e l'Asmara, e guidò una pattuglia in profondità dentro le linee nemiche. Raccolse così informazioni vitali sul sistema e sulle intenzioni del nemico, venendo citato nei dispacci dal comando britannico.
Citato nuovamente, in aprile, durante la conquista di Massaua, fu decorato a Qastina, in Palestina, con l'Ordre de la Libération conferitogli personalmente dal generale de Gaulle. Durante la campagna di Siria, come comandante di compagnia, fu ferito il 21 giugno 1941 a Kaden, nei giardini di Goutta vicino a Damasco. Perse l'occhio destro e fu evacuato a Deraa, poi da lì a Nazaret, Gerusalemme e Betlemme dove trascorse la convalescenza.
Promosso capitano il 26 giugno, rientrò nella sua compagnia il 1º ottobre 1941 a Homs.
Successivamente prese parte attiva alla campagna di Libia come comandante di una compagnia pesante anticarro e prestò servizio durante tutto questo periodo agli ordini del generale Pierre Koenig. Fu il primo ufficiale della Brigata chiamato a comandare una jock-column, un'unità leggera motorizzata che effettuava incursioni in profondità nelle posizioni nemiche. Nella regione di Méchili, attaccò alla testa del suo distaccamento un forte gruppo nemico composto da 14 carri armati, diversi cannoni automatici e fanteria, infliggendogli pesanti perdite tanto da essere citato all'ordine del giorno dell'esercito. In occasione dell'assedio di Bir Hakeim, dal 27 maggio all'11 giugno 1942, si distinse nuovamente in azione e ricevette una nuova citazione all'ordine dell'esercito.
Dopo l'uscita forzata e le operazioni per liberare Bir Hacheim, ritornò con la sua unità in Egitto e partecipò all'attacco al massiccio Himeimat nell'ambito della seconda battaglia di El Alamein.
Sempre con il 13° DBLE combatté in Tunisia, poi in Italia dove partecipò alle operazioni sul Garigliano, a Pontecorvo, Roma e Radicofani.
Promosso maggiore al termine della campagna d'Italia, sbarcò in Provenza il 30 agosto 1944, sulla spiaggia di Cavalaire con la seconda ondata dell'Armata B del generale Jean de Lattre de Tassigny. Prese parte alle battaglie che portarono alla liberazione di Lione il 3 settembre 1944 e alla battaglia di Belfort.
In seguito ai violentissimi combattimenti di Masevaux, il 3 dicembre rimase ferito al fianco destro dallo scoppio di una bomba sulla collina 880 davanti a Thann (Alto Reno). Partecipò attivamente alle durissime battaglie per la difesa di Strasburgo, alla liberazione di Colmar e agli ultimi scontri sul massiccio dell'Authion, nelle Alpi. Al termine della guerra aveva sette citazioni all'ordine dell'esercito, una all'ordine di corpo d'armata e una all'ordine di divisione.
Nel 1945 fu assegnato all'ufficio del generale de Gaulle dove si occupò particolarmente delle questioni riguardanti le FFL. Dopo un periodo presso lo Stato maggiore dell'Ispettorato delle forze terrestri d'oltremare nel 1946, venne promosso tenente colonnello nel 1947, e fu assegnato al 3º Reggimento di fanteria straniera (3° REI) di stanza a Caobang, al confine con la Cina. Nel 1948 assunse il comando del 3° REI così come quello del settore di Caobang e si distinse in difficili battaglie sulla Strada Coloniale numero quattro (RC 4) e durante lo sgombero della postazione di Phu Tong Hoa, attaccata da cinquemila Viet Minh. Fu ferito alle gambe e alla schiena da schegge di granata il 28 febbraio 1948 e fu citato due volte all'ordine dell'esercito.
Rientrato in Francia nel 1950, fu assegnato alla Sezione Tecnica dell'Esercito, poi ammesso all'Ecole Supérieure de Guerre nel 1951, e al Corso Superiore Interesercito. Promosso colonnello nel 1952, divenne capo dell'ufficio della 3ª Bureau dell'Armée de terre nel 1955, razionalizzando e modificando l'addestramento delle truppe. Nel novembre 1956 partecipò all'operazione nel canale di Suez insieme all'esercito israeliano. Nel 1957 fu nominato addetto militare per l'esercito presso l'ambasciata francese a Londra e rappresentante francese presso l'ufficio di standardizzazione militare. Contemporaneamente ricoprì il ruolo di addetto militare interforze nell'Irlanda, a Dublino.
Partecipò come esperto militare al comitato ristretto della conferenza sul disarmo che riunì a Londra Jules Moch per la Francia, Valerian Zorin per l'URSS, Stassen per gli Stati Uniti d'America e Omsrygore per la Gran Bretagna. Nominato generale di brigata nel 1960, comandò, in Algeria, la zona orientale nella Grande Cabilia e la 27ª Divisione alpina, poi la zona centro-oraniana e la 29ª Divisione fanteria in Algeria. Gli furono conferite una menzione all'ordine dell'esercito e una menzione all'ordine del corpo d'armata.
Designato dal generale de Gaulle come rappresentante militare nei colloqui franco-algerini, partecipò alla conclusione degli accordi di Evian nel giugno 1961. Assunse poi il comando della École spéciale militaire de Saint-Cyr e della Ècole militaire interarmes di Coëtquidan. Generale di divisione nel 1964, istituì e comandò il 1º Corpo d'armata a Nancy, divenne generale di corpo d'armata nel 1967, fu governatore militare di Lione e comandante della 5ª Regione militare e affrontò una situazione insurrezionale nel maggio 1968.
Nel 1969 il governo francese lo nominò Ispettore generale dell'Armée de terre. Membro del Consiglio Superiore della Guerra dal 1968, generale d'armata nel 1970, lasciò il servizio attivo il 1º maggio 1973. Nominato Segretario Generale della Difesa Nazionale nel 1973, ricoprì tale incarico fino al 1977.
Membro del Consiglio dell'Ordre de la Libération dal giugno 1969, fu nominato Cancelliere dell'Ordre de la Libération nel settembre 1978 per quattro anni e riconfermato nel 1982, 1986, 1990, 1994 e 1998.
Su sua iniziativa i sindaci di cinque comuni Compagnon de la Libération (Nantes, Grenoble, Parigi, Vassieux-en-Vercors e de l'Ile-de-Sein) siglarono un patto d'amicizia, il 3 dicembre 1981, al fine di assicurare l'avvenire dell'Ordre de la Libération. Su richiesta del Presidente della Repubblica francese fu l'artefice della legge del 26 maggio 1999 che costituì il Consiglio Nazionale dei Comuni "Compagnon de la Libération", perpetuando così l'Ordine, originariamente destinato a estinguersi naturalmente, contemporaneamente agli ultimi Compagni della Liberazione. Fu Presidente nazionale dell'Associazione dei Francesi liberi dal 1978 alla sua dissoluzione avvenuta nel 2000, Presidente della Commissione nazionale della Médaille de la Résistance française (1987), e in seguito Presidente della Fondazione della Francia libera fino al settembre 2001. Amministratore della Croce rossa francese (1973-78 e 1981-2000). 
Vicepresidente (1992-95 e 1997), e Presidente (1995-97) dell'Istituto Charles de Gaulle, lasciò la carica di Cancelliere dell'Ordre de la Libération nel settembre 2002, al termine del suo sesto mandato.
Si spense a Cherbourg il 28 settembre 2003, e il suo funerale fu celebrato il 2 ottobre presso la chiesa Saint-Louis des Invalides. La salma fu sepolta nel cimitero di Querqueville.

## Pubblicazioni
- La Saga d'un Français Libre, Presses de la Cité, 2000.